# Liste von Persönlichkeiten der Stadt Bergamo
Diese Liste enthält in Bergamo geborene Persönlichkeiten sowie solche, die in Bergamo gewirkt haben, dabei jedoch andernorts geboren wurden. Die Liste erhebt keinen Anspruch auf Vollständigkeit.

## In Bergamo geborene Persönlichkeiten

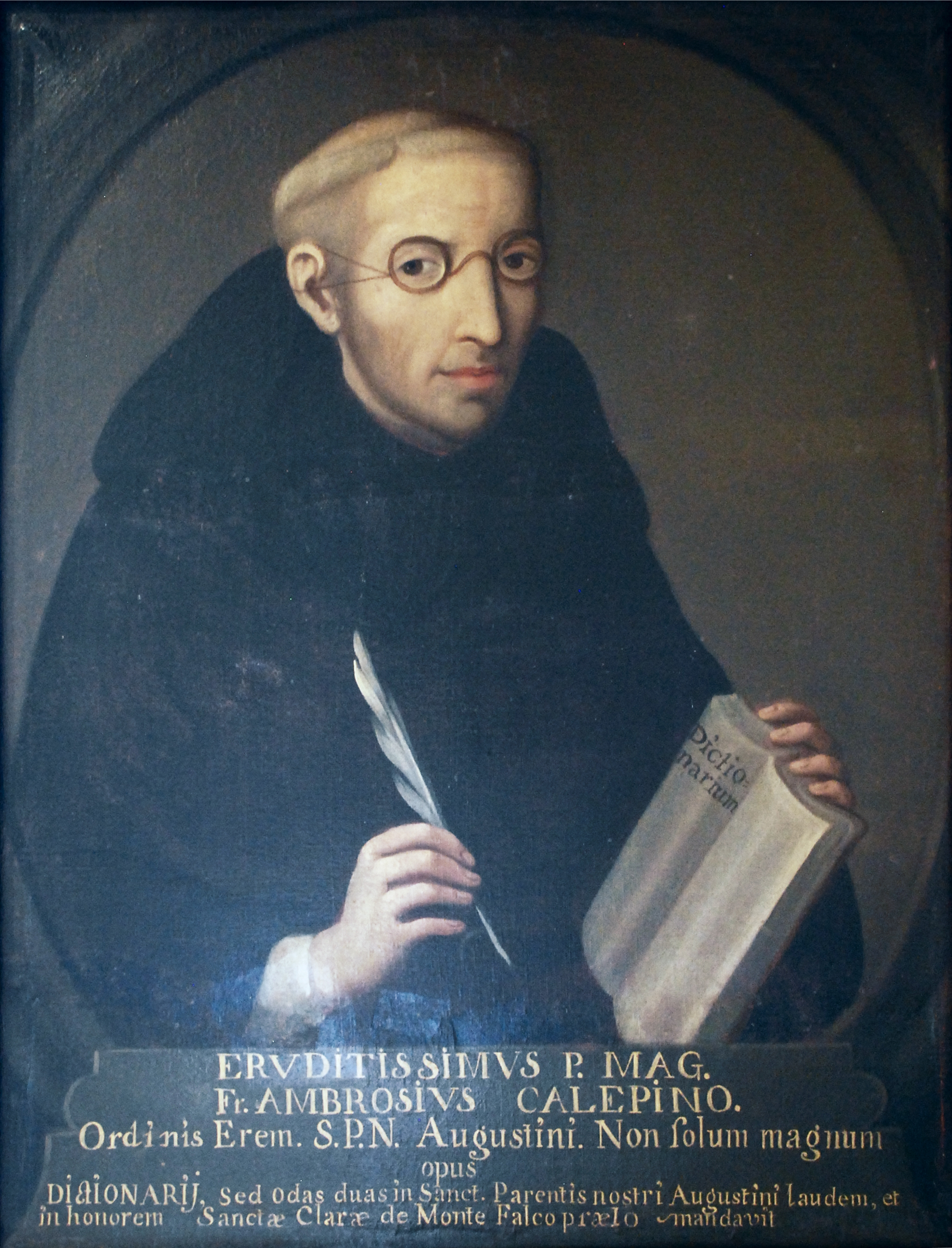
Ambrogio Calepino

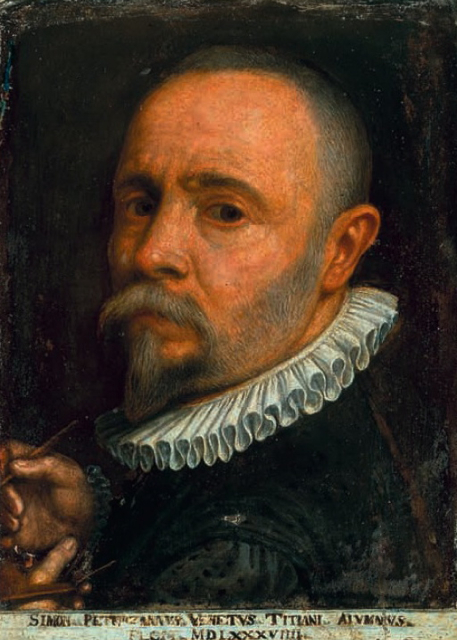
Simone Peterzano (Selbstbildnis)

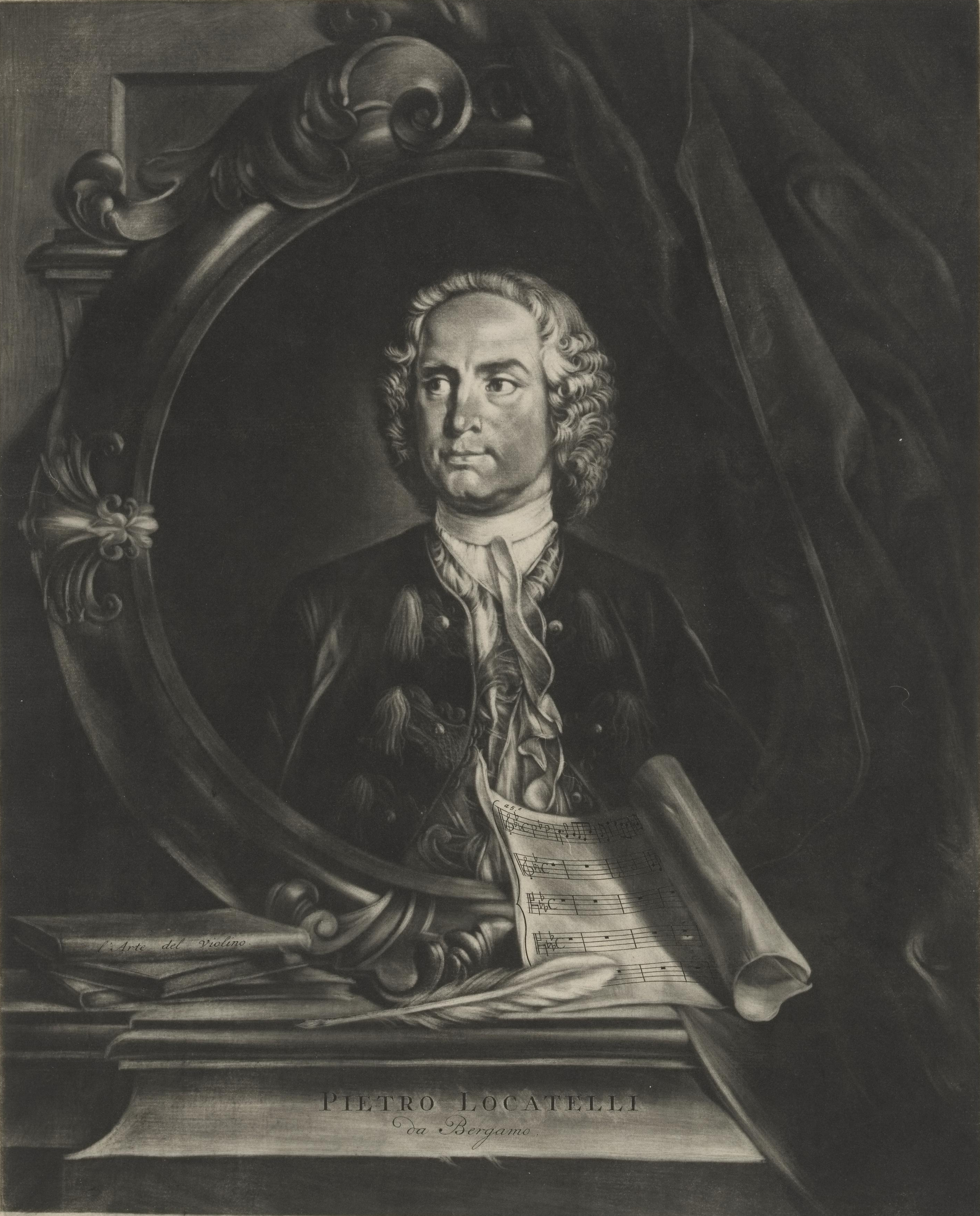
Pietro Locatelli

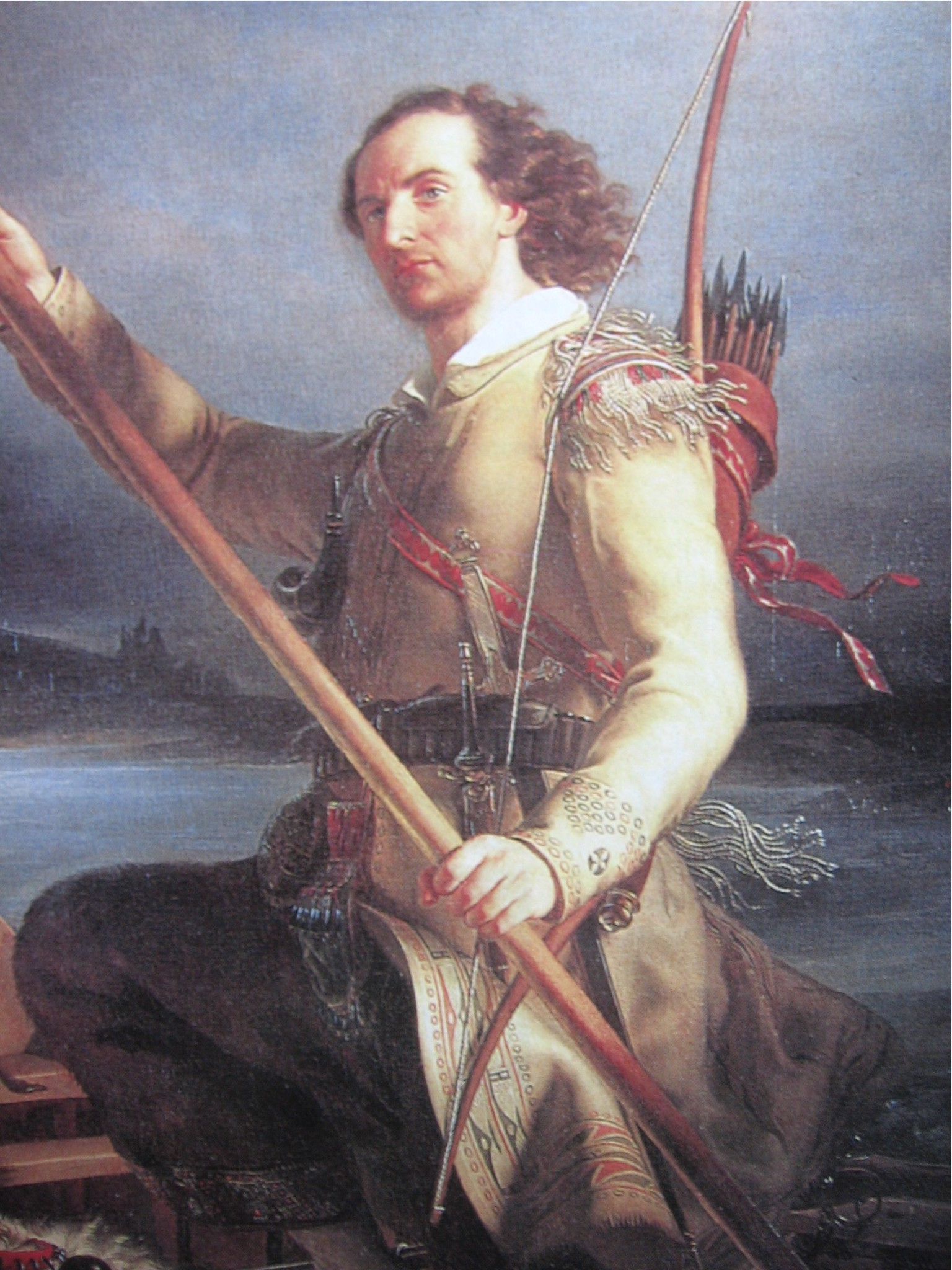
Giacomo Beltrami

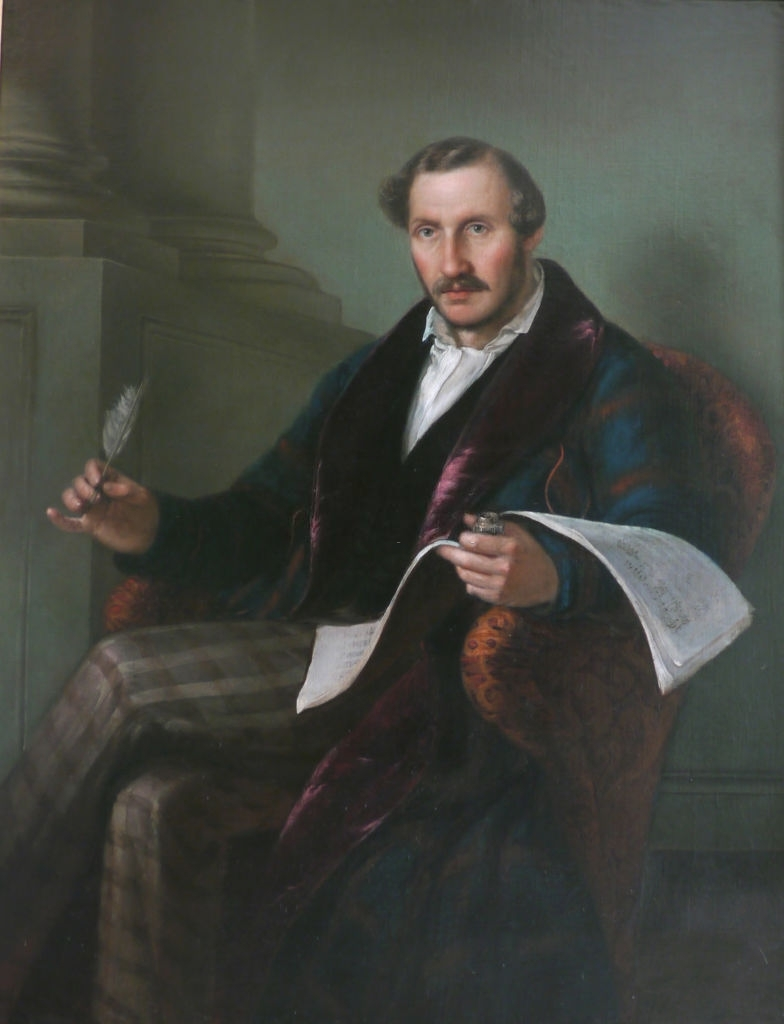
Gaetano Donizetti

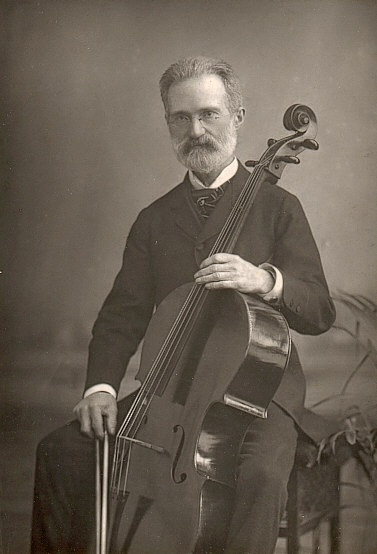
Alfredo Piatti

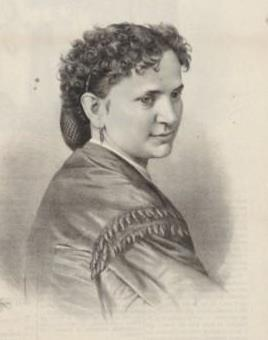
Angiolina Ortolani-Tiberini

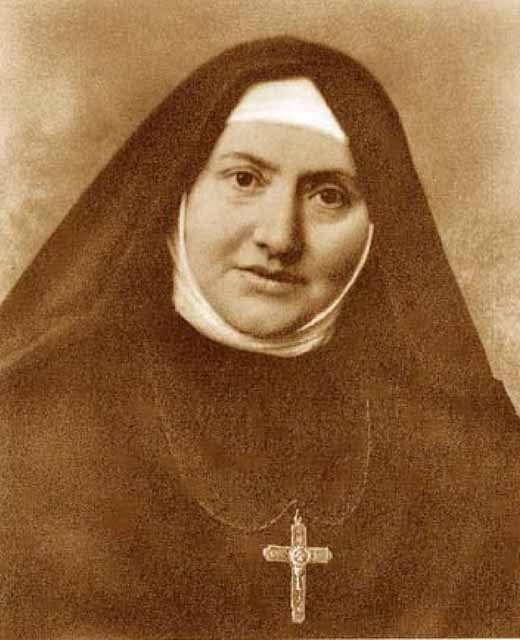
Geltrude Comensoli

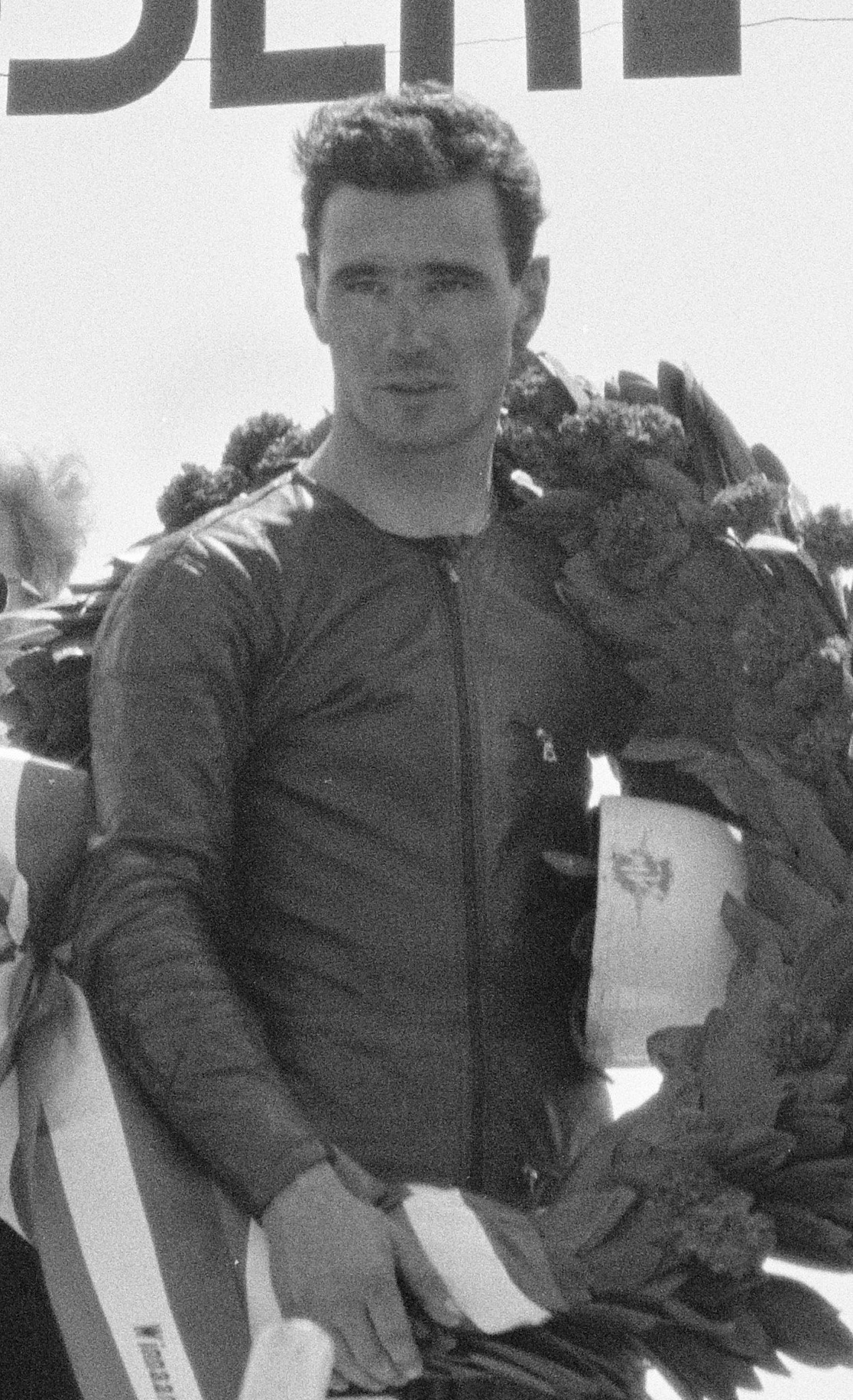
Carlo Ubbiali

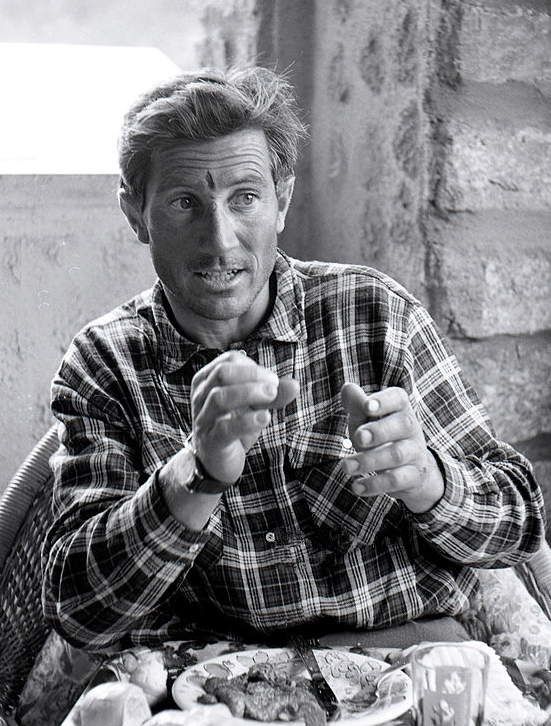
Walter Bonatti

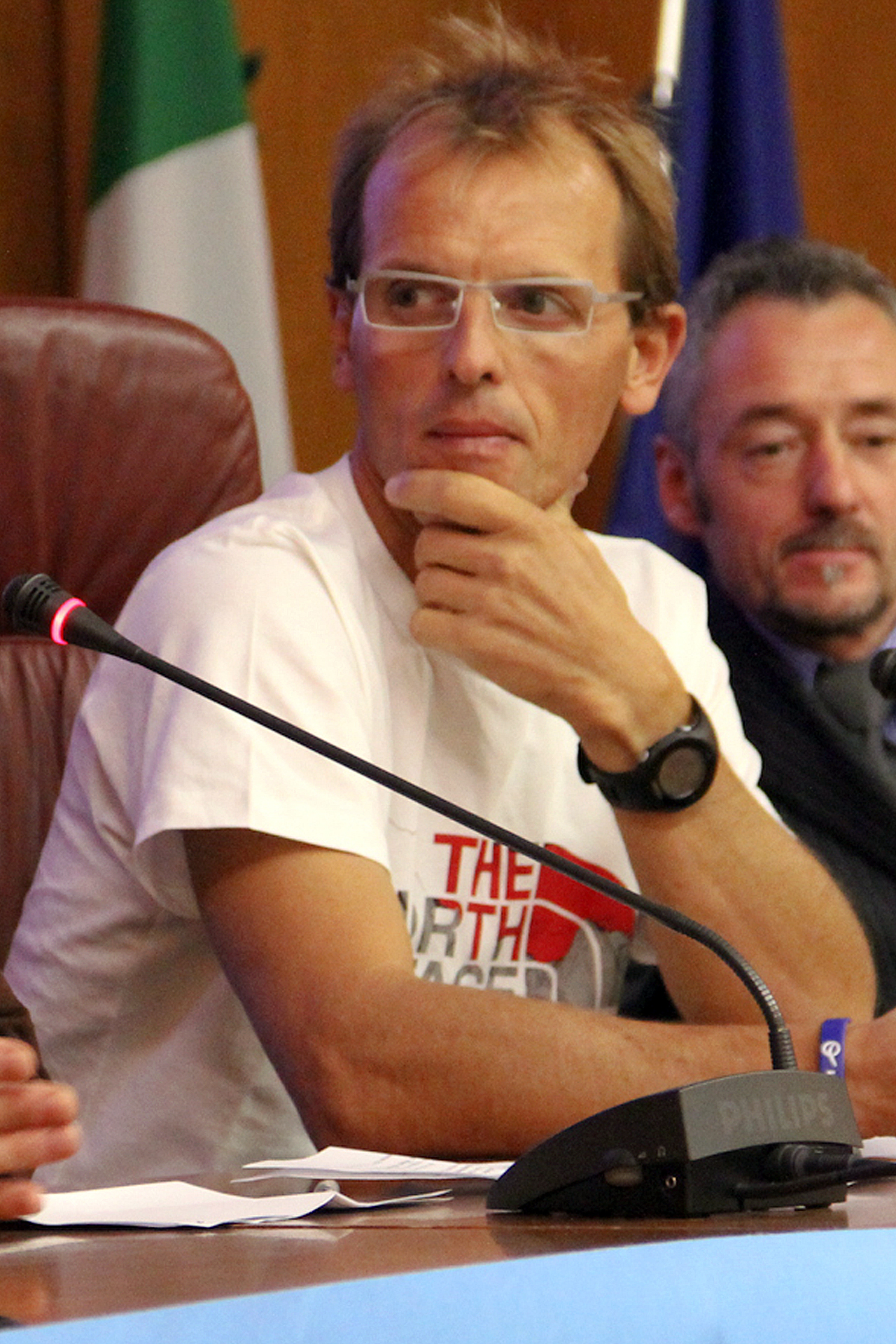
Simone Moro

### Bis 1700
- Bonagratia von Bergamo (≈1265–1340), franziskanischer Laienbruder und Jurist
- Gasparino Barzizza (≈1360–≈1431), Humanist
- Paolo Olmi (1414–1484), italienischer Augustinermönch und Historiograph
- Ambrogio Calepino (≈1440–≈1509), Lexikograph
- Bramantino (1465–1530), Maler und Architekt
- Bernardo Tasso (1493–1569), Dichter
- Gian Girolamo Albani (1504–1591), Kardinal
- Guglielmo Gratorolo (1516–1568), Alchemist und Arzt
- Antonio Scandello (1517–1580), Komponist und Hofkapellmeister
- Marcantonio Maffei (1521–1583), Erzbischof von Chieti und Kardinal
- Francesco Terzio (1523–1591), Maler, Radierer und Graveur
- Simone Peterzano (≈1535–1599), Maler und Lehrer Caravaggios
- Giovan Pietro Maffei (1536–1603), Jesuit, Historiker und Sekretär der Republik Genua
- Zan Ganassa (≈1540–≈1584), Theaterschauspieler
- Giovanni Cavaccio (1556–1626), Komponist, Kapellmeister und Dichter
- Pietro Cerone (1566–1625), Musiktheoretiker und Sänger
- Pietro Bongo (?–1601), Polyhistor und Numerologe
- Viviano Codazzi (1603 oder 1604–1670), Maler und Freskant des Barock
- Evaristo Baschenis (1617–1677), Barockmaler
- Nicolò Minato (≈1630–1698), Dichter, Librettist und Impresario
- Bartolomeo Bettera (1639–≈1699), Maler
- Fra Galgario (1655–1743), Porträtmaler
- Carlo Antonio Marino (≈1670–1735), Komponist, Violinist und Cellist
- Antonio Mara (≈1680–≈1750), Maler
- Giuseppe Alessandro Furietti (1684–1764), Kurienkardinal
- Pietro Locatelli (1695–1764), Violinvirtuose und Komponist

### 1701–1900
- Anna Maria Strada (1703–1775), Opernsängerin
- Antonio Lolli (≈1725–1802), Violinvirtuose und Komponist
- Girolamo Tiraboschi (1731–1794), Jesuit, Romanist und Literarhistoriker
- Lorenzo Mascheroni (1750–1800), Geistlicher und Mathematiker
- Giuseppe Ferlendis (1755–1810), Komponist und Oboist
- Giacomo Beltrami (1779–1855), Abenteurer, Schriftsteller und Forschungsreisender
- Giuseppe Donizetti (1788–1856), Komponist, Dirigent und Musikpädagoge
- Luca Passi (1789–1866), seliggesprochener Geistlicher und Ordensgründer
- Domenico Donzelli (1790–1873), Opernsänger (Tenor)
- Bartolomeo Merelli (1794–1879), Impresario und Librettist
- Bartolomeo Carlo Romilli (1795–1859), Erzbischof von Mailand
- Gaetano Donizetti (1797–1848), Komponist
- Teresa Eustochio Verzeri (1801–1852), Ordensgründerin und Heilige der römisch-katholischen Kirche
- Alessandro Valsecchi (1809–1879), Geistlicher
- Ferdinando Crivelli (1810–1855), Architekt, Physiker, Mathematiker, Geometer
- Francesco Nullo (1820–1863), Offizier und Freiheitskämpfer
- Alfredo Piatti (1822–1901), Cellovirtuose und Komponist
- Aloisius Palazzolo (1827–1886), Ordensgründer und Seliger der römisch-katholischen Kirche
- Angiolina Ortolani-Tiberini (1834–1913), Opernsängerin
- Cesare Cavaliè (1835–1907), Landschaftsmaler
- Bernardino Zendrini (1839–1879), Dichter und Übersetzer
- Gustavo Frizzoni (1840–1919), Kunsthistoriker
- Torquato Taramelli (1845–1922), Geowissenschaftler
- Edmund Mach (1846–1901), Chemiker
- Maurice Andréossi (1866–1931), Fotograf und der Begründer des ersten Kinos in der Schweiz
- Francesco Flamini (1868–1922), Romanist, Italianist und Komparatist
- Giacomo Suardo (1883–1947), Politiker
- Riccardo Nowak (1885–1950), Fechter
- Giulio Foresti (1888–1965), Automobilrennfahrer
- Oscar Chisini (1889–1967), Mathematiker
- Guido Roncalli di Montorio (1890–?), Diplomat
- Carlo Emilio Bonferroni (1892–1960), Mathematiker
- Emil Honegger (1892–1983), Maschinenbauingenieur
- Benvenuto Terzi (1892–1980), Komponist und Konzertgitarrist

### 1901–1950
- Giuseppe Pizzigoni (1901–1967), Architekt
- Giacomo Manzù (1908–1991), Bildhauer, Grafiker und Zeichner
- Gianandrea Gavazzeni (1909–1996), Dirigent und Komponist
- Carlo Ceresoli (1910–1995), Fußballtorhüter und -Trainer
- Alessandro Esposito (1913–1981), Organist, Komponist und Musikpädagoge
- Paolo Nestler (1920–2010), Architekt, Raumplaner und Designer
- Giulio Questi (1924–2014), Drehbuchautor und Regisseur
- Krizia (1925–2015), Modedesignerin
- Cesare Danova (1926–1992), Filmschauspieler
- Mirko Tremaglia (1926–2011), Politiker
- Filippo Maria Pandolfi (1927–2025), Politiker
- Jean Corti (1929–2015), Akkordeonist und Komponist
- Carlo Ubbiali (1929–2020), Motorradrennfahrer
- Walter Bonatti (1930–2011), Alpinist, Bildreporter und Autor
- Giulio Bosetti (1930–2009), Schauspieler und Theaterregisseur
- Ermanno Olmi (1931–2018), Filmregisseur, Drehbuchautor und Kameramann
- Silvio Cesare Bonicelli (1932–2009), Bischof von Parma
- Mario Donizetti (* 1932), Maler und Essayist
- Marco Ferrari (1932–2020), römisch-katholischer Geistlicher und Weihbischof von Mailand
- Giulio Corsini (1933–2009), Radrennfahrer
- Franco Dall’Ara (* 1933), Endurosportler
- Evandro Agazzi (* 1934), Philosoph, Wissenschaftstheoretiker und Hochschullehrer
- Mario Missiroli (1934–2014), Theaterregisseur und -leiter
- Andrew J. Viterbi (* 1935), Elektroingenieur und Informatiker
- Pio Manzù (1939–1969), Designer
- Pierluigi Pizzaballa (* 1939), Fußballspieler
- Paolo Bordoni (1942–2022), Pianist
- Alessandro Pesenti-Rossi (* 1942), Rennfahrer
- Vittorio Feltri (* 1943), Journalist
- Roby Facchinetti (* 1944), Musiker
- Stefania Careddu (* 1945), Schauspielerin
- Arnaldo Farioli (* 1945), Endurosportler
- Giulio Terzi di Sant’Agata (* 1946), Diplomat und Politiker
- Giuliano Frigeni (* 1947), römisch-katholischer Ordensgeistlicher, Bischof von Parintins
- Emilio Nessi (1949–2009), Journalist, Schriftsteller und Tierschützer
- Gianluigi Stanga (* 1949), Radsport-Manager

### 1951 bis 1960
- Fausto Radici (1953–2002), Skirennläufer
- Gabrio Rosa (* 1954), Autorennfahrer
- Walter Clivati (* 1955), Radrennfahrer
- Claudio Corti (* 1955), Radrennfahrer
- Mario Gamba (* 1955), Koch
- Roberto Calderoli (* 1956), Politiker
- Costantino Rocca (* 1956), Profigolfer
- Luigi Abbate (* 1958), Komponist und Musikpädagoge
- Aldo Amati (* 1958), Diplomat

### 1961 bis 1970
- Paolo Pesenti (* 1961), Nationalökonom und Professor
- Stefano Gervasoni (* 1962), Komponist
- Giovanni Sala (* 1963), Endurosportler
- Flavio Giupponi (* 1964), Radrennfahrer
- Simona Deflorin (* 1965), Malerin
- Giovanni Fidanza (* 1965), Radrennfahrer und Sportlicher Leiter
- Pieralberto Carrara (* 1966), Biathlet
- Michela Ghisetti (* 1966), Künstlerin
- Simone Moro (* 1967), Extrembergsteiger
- Roger A. Fratter (* 1968), Videofilmregisseur
- Gianvito Martinelli (* 1969), Radrennfahrer
- Fabio Farioli (* 1970), Endurosportler
- Giordano Rota (* 1970), Benediktiner und Abt von Pontida

### 1971 bis 1980
- Rossano Brasi (* 1972), Radrennfahrer
- Valentino Fois (1973–2008), Radrennfahrer
- Eddy Mazzoleni (* 1973), Radrennfahrer
- Giorgio Pasotti (* 1973), Schauspieler
- Lisa Regazzoni (* 1973), Historikerin und Philosophin
- Roberto Locatelli (* 1974), Motorradrennfahrer
- Tomas Locatelli (* 1976), Fußballspieler
- Ivan Pelizzoli (* 1980), Fußballspieler
- Alessandro Vanotti (* 1980), Radrennfahrer

### 1981 bis 1990
- DJ D (* 1982), Musiker
- Andrea Lazzari (* 1984), Fußballspieler
- Silvia Cuminetti (* 1985), Skibergsteigerin
- Piermario Morosini (1986–2012), Fußballspieler
- Federico Rocchetti (* 1986), Radrennfahrer
- Matteo Giupponi (* 1988), Geher
- Stefano Locatelli (* 1989), Radrennfahrer

### 1991 bis 2000
- Nicolò Agostini (* 1991), Grasskiläufer
- Michela Azzola (* 1991), Skirennläuferin
- Filippo Perucchini (* 1991), Fußballspieler
- Jacopo Sala (* 1991), Fußballspieler
- Laura Teani (* 1991), Wasserballspielerin
- Sofia Goggia (* 1992), Skirennläuferin
- Fausto Masnada (* 1993), Radrennfahrer
- Mattia Caldara (* 1994), Fußballspieler
- Roberto Gagliardini (* 1994), Fußballspieler
- Sofia Belingheri (* 1995), Snowboarderin
- Arianna Fidanza (* 1995), Radrennfahrerin
- Lorenzo Rota (* 1995), Radrennfahrer
- Francesca Remigi (* 1996), Jazzmusikerin
- Chiara Teocchi (* 1996), Radrennfahrerin
- Riccardo Sottil (* 1999), Fußballspieler
- Marta Zenoni (* 1999), Leichtathletin
- Sara Conti (* 2000), Eiskunstläuferin

### Seit 2001
- Filippo Della Vite (* 2001), Skirennläufer
- Roberto Piccoli (* 2001), Fußballspieler
- Lisa Pigato (* 2003), Tennisspielerin
- Filippo Farioli (* 2005), Motorradrennfahrer
- Francesca Pellegrini (* 2004), Radsportlerin

## Berühmte Einwohner von Bergamo
- Pietro Bembo (1470–1547), humanistischer Gelehrter und Kardinal
- Gasparo Alberti (≈1480–≈1565), Geistlicher und Komponist
- Giovan Battista Moroni (≈1521–≈1580), Maler
- Francesco Arrigoni (1610–1645), Geistlicher und Schriftsteller
- Giovanni Battista Bassani (≈1647–1716), Violinist und Komponist
- Antonio Capuzzi (1755–1818), Violinist und Komponist
- Johann Simon Mayr (1763–1845), Komponist
- Pietro Rovelli (1793–1838), Violinist und Komponist
- Paula Elisabeth Cerioli (1816–1865), Ordensgründerin
- Geltrude Comensoli (1847–1903),  Ordensgründerin und Heilige der römisch-katholischen Kirche
- Giacomo Radini Tedeschi (1857–1914), Bischof
- Stefano Angeleri (1926–2012), Fußballspieler und -trainer
- Marco Belpoliti (* 1954), Schriftsteller und Literaturkritiker
- Maurizio Chiodi (* 1955), Theologe